# شاز
شاز، أيضًا معروفه باسم كابيتول هيل الحرة، وكابيتول هيل المحتلة من قِبل المحتجين وأيضًا كابيتول هيل المُنظمة من قِبل المحتجين هي منطقة مُحتلة من قبل المحتجين وجعلوها منطقة حكم دائمة في حي كابيتول هيل، سياتل في ولاية واشنطن في الولايات المتحدة. تغطي المنطقة المحتلة ستة مربعات سكنية وحديقة، أسست المنطقة من قِبل مُحتجي جورج فلويد في 8 يونيو 2020 بعد أن غادرت شرطة سياتل مبنى شرق الدائرة.